# Bernard Lama
Bernard Lama (født 7. april 1963 i Tours, Frankrig) er en fransk tidligere fodboldspiller, der spillede som målmand i en lang række franske klubber, samt for West Ham United i England. Han spillede desuden for det franske landshold, som han blev både verdensmester og europamester med. 

## Klubkarriere
Lama, der startede sin seniorkarriere i 1982, nåede at spille for adskillige franske klubber, men bedst husket er han for sine perioder hos storklubberne Lille OSC og Paris Saint-Germain. Med hovedstadsklubben blev han i 1994 fransk mester, samt pokalvinder i 1993 og 1995. Han forsøgte sig i en enkelt sæson, 1997-98, i England hos West Ham United, men opholdet var ingen succes og Lama vendte hurtigt hjem til Frankrig igen.

## Landshold
Lama nåede gennem sin karriere at spille 44 kampe for Frankrigs landshold, som han debuterede for den 17. februar 1993 i en kamp mod Israel. Han var med i truppen til EM i 1996 i England, hvor han var holdets førstemålmand, en plads han dog mistede til Fabien Barthez efter slutrunden. 
Lama kom dog med til VM i 1998 på hjemmebane, og var som reserve med til at blive verdensmester. Den samme rolle havde han på holdet ved EM i 2000 i Belgien og Holland, hvor franskmændene også tog titlen. Det var sidste gang Lama var inde omkring landsholdet

## Trænerkarriere
Lama var i 2006 i en kort periode træner for Kenyas landshold, et job han blev tildelt den 21. juli 2006. Han sad dog kun på posten i to måneder.

## Titler
Ligue 1
- 1994 med Paris Saint-Germain

Coupe de France
- 1993 og 1995 med Paris Saint-Germain

Pokalvindernes Europa Cup
- 1996 med Paris Saint-Germain

VM i fodbold
- 1998 med Frankrigs landshold

EM i fodbold
- 2000 med Frankrigs landshold